# Abdou Abarry
Abdou Abarry est un ambassadeur et diplomate nigérien, nommé président du Conseil de sécurité des Nations unies pour le mois de septembre 2020 et décembre 2021.

## Fonctions
L'ambassadeur Abdou Abarry est le représentant spécial du président de la commission de l'Union Africaine au Congo démocratique.
Avant sa nomination actuelle en tant qu'officier de liaison de l'Union africaine (UA) auprès de la Communauté économique des États de l'Afrique de l'Ouest (CEDEAO), Abdou Abarry, diplomate de carrière, a servi son pays à plusieurs postes dont ceux d'ambassadeur du Niger en Belgique, accrédité auprès de la Commission européenne, l'Afrique et les Caraïbes, le Groupe des États du Pacifique (ACP), Luxembourg, Pays-Bas, Grèce, Irlande, Autriche et Suisse. En tant qu'ambassadeur en Belgique, il a participé à plusieurs missions internationales d'observation électorale dans les États membres de l'ACP. Il a également participé à plusieurs missions d'enquête et de diplomatie préventive dans les États membres de l'ACP, comme celles au Togo en 2005, en Mauritanie en 2005, et à Djibouti, au Tchad et au Soudan en 2007. Auparavant, il a été conseiller à l'ambassade du Niger à New York, et, de 1999 à 2003, il a été conseiller diplomatique du président de son pays.